# Trattkaktussläktet
Trattkaktussläktet (Eriosyce) är ett suckulent växtsläkte inom familjen kaktusväxter. 

## Beskrivning
Arter inom trattkaktussläktet är oftast solitärväxande och klotformade, tillplattat klotformade eller kort cylindriska. De varierar mycket i storlek och blir från 1 till 100 centimeter höga, och 2 till 50 centimeter i diameter. Rötterna kan vara fibrigt uppdelade eller bestå av en kraftig pålrot som ibland har en tunn rothals. Växtkroppen ovan jord är uppdelad i 7 till 30 åsar, vanligtvis inskurna mellan areolerna och vårtlika. De vita, ulliga areolerna som sitter toppen av vårtorna. Växtkroppen är kalklikt blå eller grågrön. Taggarna är vita till bruna och kan vara kraftiga, nållika eller borstlika, varierar mycket till antalet och blir från 2 till 50 millimeter långa. Blommans diameter är cirka 2,5 centimeter i diameter och färgen går i gula skiftningar till karminröd. Utseendet på blommorna varierar från trattformade till nära rörformade. De yttre petalerna är ofta rödbruna, speciellt på utsidan. När frukterna är fullt utvecklade är de 2,5 till 5 centimeter långa och klart rosa och ofta täckta av ull. Fröna varierar från 0,7 till 3 millimeter i längden. 

## Förekomst
Detta släkte hör hemma i torra och klippiga områden i södra Peru ner till centrala Chile och nordvästra Argentina. De kan återfinnas i bergsområden 3000 meter över havet, ner till havsnivå. 

## Odling
Trattkaktusarna kräver i regel en väldränerad jord. Den bör bestå av minst två delar grov sand och en del humus. Det är en fördel att använda lerkrukor så att jorden snabbt torkar upp efter vattningen. Vid användning av plastkrukor bör en porösare jordblandning användas. Dessa plantor får aldrig vattnas för mycket och inte alls under grå och kalla perioder under vår, sommar och höst. Vintertid hålls de torra i en temperatur på 8°C.

## Taxonomi
Följande släkten tillhör numer Eriosyce och räknas nu som synonymer: 
| Ceratistes Labour.        | Euporteria Kreuz. & Buining 1941 | Neotanahashia Y.Itô 1957               |
| Chileniopsis Backeb. 1935 | Hildmannia Kreuz. & Buining 1941 | Nichelia Bullock 1938                  |
| Chileocactus Fric 1931    | Horridocactus Backeb. 1938       | Pyrrhocactus (A.Berger) A.W.Hill 1929  |
| Chileorebutia Fric 1959   | Islaya Backeb. 1934              | Rodentiophila F.Ritter ex Backeb. 1959 |
| Chiliorebutia Fric 1938   | Neochilenia Backeb. ex Dölz 1942 | Thelocephala Y.Itô 1957                |
| Delaetia Backeb. 1962     | Neoporteria Britton & Rose 1922  |                                        |
| Dracocactus Y.Itô         | Neoporteria Backeb. 1938         |                                        |

### Undergrupper
Arterna inom trattkaktussläktet är indelade i 6 olika undergrupper som använder namn från släkten som de tidigare tillhörde. Dessa undergrupper tar hänsyn till en del speciella egenskaper. 
| Eriosyce | Pyrrhocactus | Neoporteria | Horridocactus | Thelocephala | Islaya |
| --- | --- | --- | --- | --- | --- |
| Denna grupp innehåller stora plantor som blir upp till 50 centimeter i diameter. De är uppdelade i 18 till 42 åsar och har blommor som är trattformade. Dess frukt har tjockt skal och den blir inte avlång när den mognat. Fröna är 1,5 till 3 millimeter i diameter. | Plantorna här blir från 4 till 20 centimeter i diameter. De är uppdelade i 7 till 18 åsar och har blommor som är trattformade. Skalet på frukten är tunt, och frukten är grön, något eller inte alls avlång, torr och när den mognat. Fröna är 1,6 till 2,3 millimeter stora. | I den här gruppen blir plantorna klotformade till cylindriska och 5 till 18 centimeter i diameter. De är uppdelade i 15 till 25 åsar. Blommorna är smalt trattformade till nästan rörformade och rosa till rosalila. Frukten är röd, har tunt skal, är köttig och blir avlång då den mognat. Fröna är från 0,7 till 1,7 millimeter stora. | Dessa plantor blir 2 till 20 centimeter i diameter och är uppdelade i 8 till 24 åsar. Taggarna varierar mycket bland dem. Blommorna är vida till smalt rörformade, gula eller djupröda. Frukten är tjock eller tunnskalig, röd eller rödgrön, ibland avlång vid mognad. Frukten är även torr när den mognat. Fröna är 0,7 till 1,7 millimeter stora och bruna eller svarta. | Thelocephala-gruppen är mycket små plantor som blir från 2 till 5 centimeter i diameter. De är halvgeofyter med kraftiga pålrötter. Åsarna är uppdelade i låga vårtor. De saknar centraltagg och radiärtaggarna korta och utplattade. Blommorna är trattformade, gula till rödaktiga. Frukten är oval, tunnskalig och torr när den mognat. Fröna är 0,6 till 0,9 millimeter stora och oftast blanksvarta. | Denna grupp innehåller arter som blir från 5 till 20 centimeter i diameter. De är uppdelade i upp till 25 åsar. Blommorna är trattformade och gula eller rosa. Frukten tunnskalig, röd och mycket uppblåst då den mognat. Fröna sprids med vinden, är 0,75 till 1,5 millimeter stora och svarta. |

Arterna är sorterade i dessa grupper enligt följande:
| Eriosyce      | Pyrrhocactus  | Neoporteria | Horridocactus | Thelocephala | Islaya      |
| ------------- | ------------- | ----------- | ------------- | ------------ | ----------- |
| aurata        | bulbocalyx    | chilensis   | aspillagae    | esmeraldana  | iquiquensis |
| rodentiophila | megliolii     | senilis     | calderana     | napina       | islayensis  |
|               | strausiana    | sociabilis  | confinis      | odieri       | laui        |
|               | umadeave      | subgibbosa  | crispa        |              |             |
|               | villicumensis |             | curvispina    |              |             |
|               |               |             | engleri       |              |             |
|               |               |             | eriosyzoides  |              |             |
|               |               |             | garaventae    |              |             |
|               |               |             | heinrichiana  |              |             |
|               |               |             | kunzei        |              |             |
|               |               |             | occulta       |              |             |
|               |               |             | paucicostata  |              |             |
|               |               |             | recondita     |              |             |
|               |               |             | simulans      |              |             |
|               |               |             | taltalensis   |              |             |
|               |               |             | villosa       |              |             |